# HMS Belos (1961)
HMS Belos  var ett ubåtsbärgningsfartyg i svenska flottan. Fartyget byggdes i Kalmar och togs i tjänst år 1963, då den ersatte HMS Belos (1885) som kommit i flottans tjänst 1941. Genom att ankra upp och sänka ned en dykarklocka kunde fartyget rädda besättningar från sjunkna ubåtar, och dessa placerades därefter i dekompressionskammare för tryckutjämning. Fartyget utrangerades år 1993 och ersattes då av den nya HMS Belos (A214).

## Konstruktion
Projekteringen av Belos påbörjades av marinförvaltningen år 1955. Fartyget var ett av de första i världen att byggas omkring ubåtsräddningsutrustning, och man var därför tvungen att komma på helt nya lösningar på många konstruktionsproblem. För att ge så lugna rörelser som möjligt vid ankring utomskärs fick fartyget en speciell skrovform, och en ovanligt stor bredd i förhållande till längden.

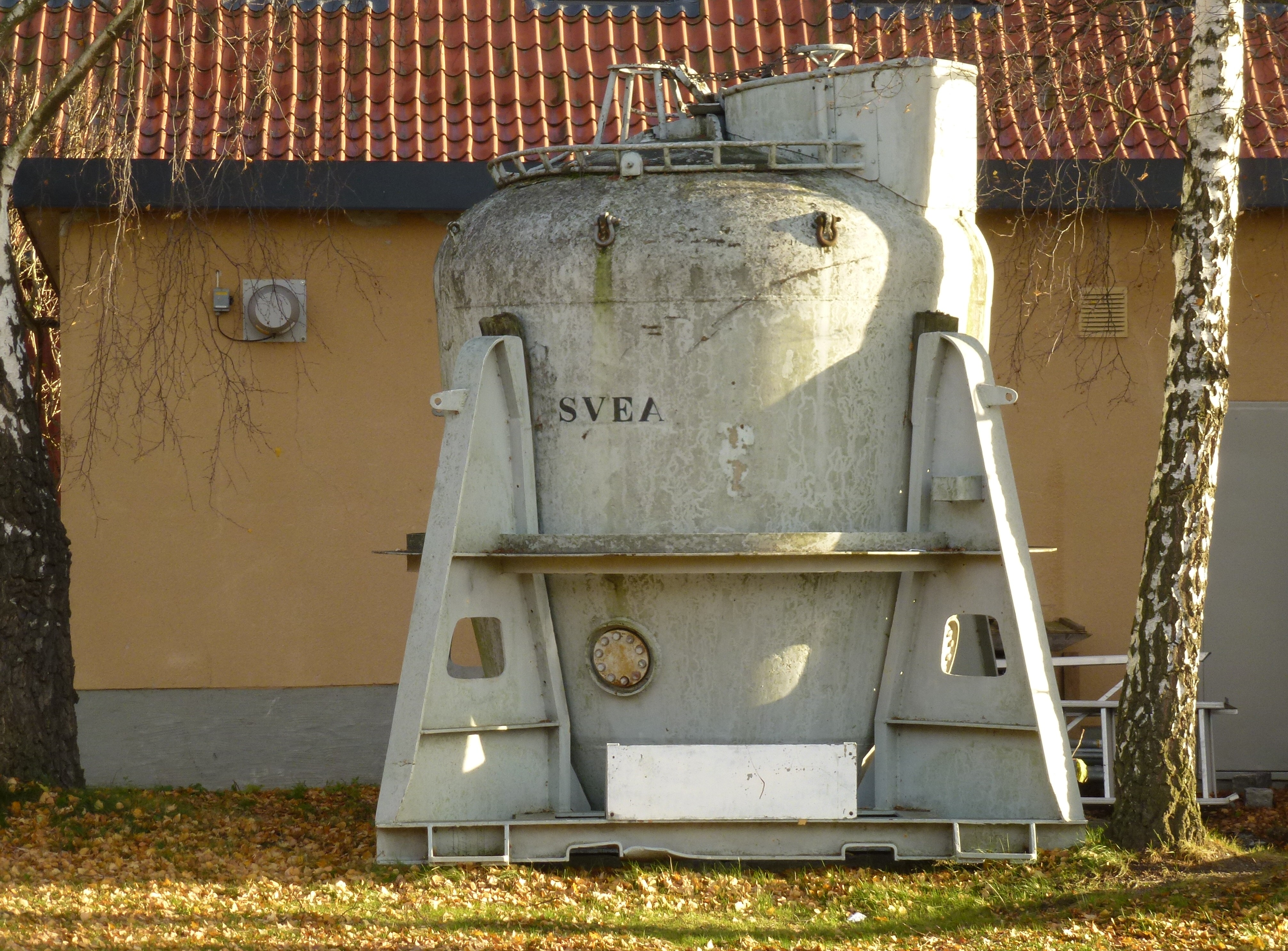
Ubåtsräddningsklockan ”SVEA”

Vid ubåtsräddning ankrades fartyget upp med två bogankare som var förbundna med fartyget av nylonlinor samt ett häckankare med vajer till ett vajerspel, något som tidigare aldrig använts för förtöjning av fartyg inom den svenska flottan. Fartyget kom på plats genom att först lägga ut det bakre häckankaret. Sedan köra fram framför den plats där man skulle dyka eller göra klockräddning och där köra ut båda bogankarna med en arbetsbåt. Sista momentet var att vinscha tillbaka fartyget i dykposition med häckankarvajerns spel. En nio ton tung dykarklocka ("SVEA" och "GÖTA") användes därefter för att låta dykare komma ned till den havererade ubåten. Klockan hängde i en ny typ av lyftbåge, till skillnad från den tidigare metoden med en lyftbom, vilket gjorde hantering möjlig i betydligt hårdare väder än tidigare. 
Efter att dykarna eller ubåtsmännen kommit upp fanns två dekompressionskammare för tryckutjämning. I dessa fanns röntgenapparater så att man kunde genomlysa en person som befann sig under tryck, vilket aldrig tidigare genomförts. Belos var inte bestyckad, vilket lämnade plats för en manskapsmäss, vilket mycket få örlogsfartyg hade på den tiden.